# La strada delle croci
La strada delle croci (in lingua originale Roadside crosses) è un libro di Jeffery Deaver, il secondo della serie di Kathryne Dance, esperta di cinesica già comparsa in un libro della serie di Lincoln Rhyme (La luna fredda) e protagonista di La bambola che dorme.

## Trama
In California, a Monterey un assassino seriale pare annunciare i suoi agguati attraverso la comparsa di rozze croci lignee sulla Highway 1, la strada principale della penisola.
Chiamati a investigare sul caso ci sono Kathryne Dance e il collega Michael O'Neil, che per trovare l'assassino dovranno confrontarsi con l'ormai diffusissimo mondo di internet dove la verità ha fin troppe facce, il tutto in un clima politico molto teso a causa di lavori in corso sulla Highway.
Le false piste e i problemi cominciati nel libro La bambola che dorme saranno però la principale fonte di distrazione per Kathryn.

## Edizioni
- Jeffery Deaver, La strada delle croci, traduzione di Viola Alberti, collana Romanzi, Rizzoli, 2009,  p. 498, ISBN 978-88-17-03681-8.